# Сенчик Олег Романович
Оле́г Рома́нович Сенчик (20 лютого 1942, с. Степанівка, Теплицький район, Вінницька область  — 24 листопада 2015, м. Чернівці)  — український письменник.

## Біографія
Олег Романович Сенчик народився 20 лютого 1942 року в селі Степанівка Теплицького району Вінницької області.

Закінчив семирічну школу в рідному селі, а потім середню (1959) в сусідньому Теплику.

Служив у Радянській армії.

В 1965–1970 р.р. навачався на філологічному факультеті Чернівецького державного університету.

З 1971 по 1983 рік — редактор радіогазети «Машинобудівник» (Машинобудівного заводу, м. Чернівці).

З 1984 року на творчій роботі, а в 1990–1996 р.р. відповідальний секретар чернівецької обласної організації Національної спілки журналістів України.

1997–2002 — творча робота.

З 2002 по 2015 рік —редактор редакційно-видавничого відділу Буковинської державної медичної академії.

Автор численних книг і публікацій в періодиці.

З 1992 року — член Національної спілки письменників України.

Має українські та зарубіжні нагороди.

## Творчість
Олег Романович Сенчик — автор майже двох десятків художніх творів: романів, повістей, оповідань та новел.

Друкувався в газетах «Літературна Україна», «Радянська Буковина», «Молодий буковинець», «Буковинське віче», «Відродження», а також «товстих» журналах: «Вітчизна», «Дніпро», «Дзвін», «Жовтень», «Київ» (збірки оповідань та повістей: «Заводчани», «Березова брость», «Третій вимір»; романи: «Сутінки на осонні» (1998), «Жінка на тлі моря» (2001), «Плач коника в траві» (2004) та ін.).

Деякі твори були перекладені на угорську та румунську мови.

Окремими книгами українською мовою опубліковані:

- Пекельний рай: Роман. — Чернівці: Зелена Буковина, 2005. — 608 с.
- Замах на міраж: Роман. — Чернівці: «Місто», 2008. — 264 с.
- Струшена роса: Романели. — Чернівці: Книги ХХІ, 2008. — 240 с.
- Лицар на гострому прузі: Романи. — Чернівці: Зелена Буковина, 2009.
- Жінка на тлі моря: Романи. — Чернівці: Зелена Буковина, 2009. — 220 с.
- Вікно з духмяної живиці: Новели. — Чернівці: ВІЦ «Місто», 2010.
- Плакала скрипка, сміялася: Триптих. — Чернівці: ВІЦ «Місто», 2010.
- Чайка на промені: Романи.- Чернівці: ВІЦ «Місто», 2011.
- Мудрість пораненого звіра: Роман. — Чернівці: ВІЦ «Місто», 2012
- Вінчання з пташиного лету: Роман. — Чернівці: ВІЦ «Місто», 2012.
- Плач коника в траві: Роман в трьох книгах. — Чернівці: ВІЦ «Місто», 2013. — 452 с.
- Приватне життя пані Соломії: Поезії. — Чернівці: ВІЦ «Місто», 2014. — 400 с.
- Ловитва сфінкса: Романи. — Чернівці: ВІЦ «Місто», 2014. — 376 с.
- Голос тиші: Роман. — Чернівці: ВІЦ «Місто», 2015. — 272 с. Іл.
- Солодка чаша гіркоти: [Роман]. — Чернівці: Місто, 2015. — 912 с. — ISBN 978-617-652-122-8.

## Нагороди
- Літературно-мистецька премія імені Сидора Воробкевича (2005);
- Премія «Фундації жінок Америки» за найкращий твір («Сам собі ближній») гумо-сатиричної прози (Лос-Анджелес, США, 1996);
- Літературна премія імені Бачинського «У свічаді слова» (Едмонтон, Канада, 1997);
- Літературна премія (за перше місце на конкурсі) журналу «Дніпро» (Київ, Україна, 2009) за найкращий роман («Лицар на гострому прузі») про сучасника.